# Ciudad Laberinto
La Ciudad Laberinto es un yacimiento arqueológico de origen disputado ubicado en las cercanías del Fuerte Príncipe de Beira, en el margen derecho del Río Guaporé, en el estado de Rondonia (Brasil). 

## Ubicación y descripción
Está ubicado en las cercanías del Fuerte Principe da Beira, a unos 2 km. aproximadamente de la orilla del Río Guapore. Consta de varios muros rústicos de hasta 5 metros de altura y un portal central de estilo inca o pre-inca. Los muros están ubicados en forma de retículo, pero hasta ahora no se ha podido trazar un mapa claro de la ciudad. En la parte alta de los muros están ubicados algunos espacios habitacionales.[cita requerida]

## Individualización y estudio
Aunque Ciudad Laberinto era conocida por algunos lugareños del municipio de Costa Marques y por algunos científicos rondonienses, los investigadores brasileños Evandro Santiago, Zairo Pinheiro, Joaquim Cunha da Silva y el investigador italiano Yuri Leveratto han llevado a cabo un estudio profundo del sitio sin excavación en el diciembre de 2011.[cita requerida]

## Interpretaciones
El sitio arqueológico todavía no ha sido estudiado por arqueólogos profesionales así que es muy pronto para sacar conclusiones sobre los verdaderos constructores de este conjunto de edificaciones. Según los investigadores que estudiaron el sitio Ciudad Laberinto podría haber sido habitada por indígenas amazónicos y serranos en épocas antiguas aunque también podría haber sido utilizada por portugueses en tiempos de la conquista.[cita requerida]